# Kirkkosaari (ö i Norra Savolax, Varkaus, lat 62,31, long 27,97)
Kirkkosaari är en ö i Finland. Den ligger i sjön Unnukka och i kommunen Varkaus i den ekonomiska regionen  Varkaus ekonomiska region  och landskapet Norra Savolax, i den sydöstra delen av landet, 280 km nordost om huvudstaden Helsingfors. Öns area är 0,2 hektar och dess största längd är 100 meter i sydöst-nordvästlig riktning.